# Www. Wzrok
www.Wzrok (ang. www.Wake lub Wake) – kanadyjska powieść fantastyczno-naukowa z 2009 napisana przez Roberta J. Sawyera, rozpoczynająca www.Trylogię. Po raz pierwszy ukazała się w czterech częściach w Analog Science Fiction and Fact, od listopada 2008 do marca 2009, a w formie książki ukazała się 8 kwietnia 2009. W Polsce ukazała się w 2012 nakładem wydawnictwa Solaris, w tłumaczeniu Anny Klimasary. Powieść opisuje spontaniczne pojawienie się sztucznej inteligencji w Internecie, która przybiera imię Webmind i przyjaźni się z niewidomą nastolatką, Caitlin. Powieść była nominowana do Nagrody Hugo w 2010. Została nagrodzona Aurora Award.